# Kozsevnyikovói járás

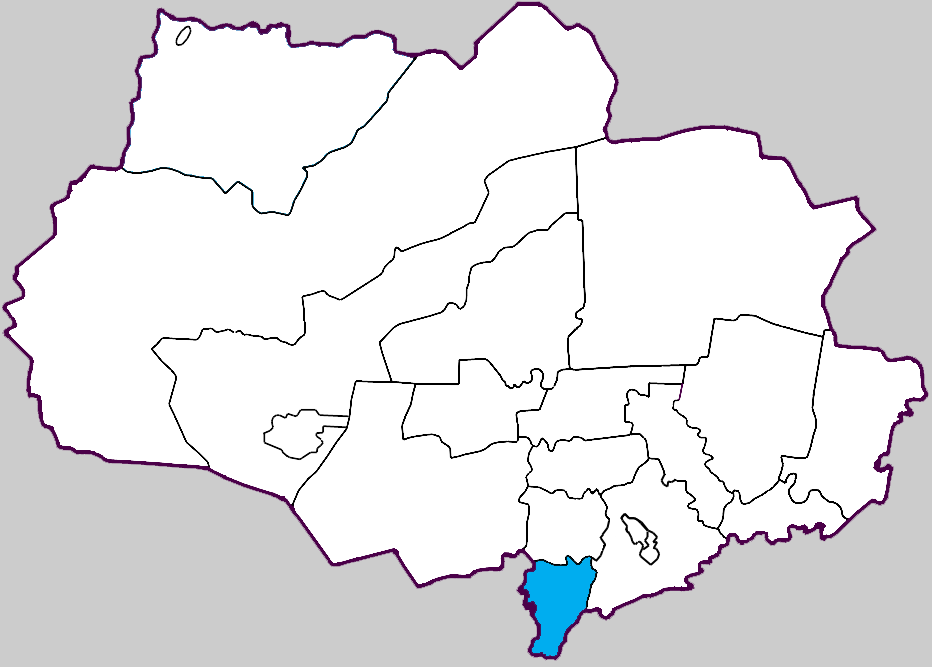
A Kozsevnyikovói járás az Tomszki területen

A Kozsevnyikovói járás (oroszul Кожевниковский район) Oroszország egyik járása a Tomszki területen. Székhelye Kozsevnyikovo.

## Népesség
- 1989-ben 24 535 lakosa volt.
- 2002-ben 22 582 lakosa volt.
- 2010-ben 20 967 lakosa volt.